# 萊克鎮區 (密蘇里州弗農縣)
萊克鎮區（英語：Lake Township）是位於美國密蘇里州弗農縣的一個行政鎮區。

## 地方資料
萊克鎮區的面積為93.09平方千米，當中陸地面積為91.87平方千米，而水域面積為1.22平方千米。根據2020年美國人口普查的數據，當地共有人口196人，而人口密度為每平方千米2.11人。